# مرتضی (خواننده)
مرتضی برجسته اشراقی (زادهٔ ۸ شهریور ۱۳۳۰) که با نام هنری مرتضی شناخته می‌شود، خواننده، آهنگساز و ترانه‌سرای اهل ایران است.

## سال‌های نخست زندگی
مرتضی برجسته اشراقی با نام هنری مرتضی در ۸ شهریور ۱۳۳۰ در محله بازارچه سعادت تهران (بین میدان اعدام و مولوی) به دنیا آمد. تحصیلات ابتدایی را در قنات آباد طی کرد و دوره متوسطه را در مدرسه «مشعل دانش» در میدان خراسان و دبیرستان «بدر» در کوچه آبشار خیابان ری به انجام رساند و سپس تحصیلات دانشگاهی خود را در رشتهٔ معماری ادامه داد و به پایان رسانید. وی که از دوران نوجوانی به طراحی علاقه‌مند بود، از سنین جوانی به فعالیت در زمینهٔ طراحی و گرافیک مشغول شد و تا زمانی که در ایران بود (به‌خصوص در سال‌های قبل از انقلاب ۱۳۵۷) در چند شرکت تبلیغاتی به انجام کارهای طراحی و تبلیغاتی پرداخت.
مرتضی کار خوانندگی را نخست از کاخ سازمان جوانان شروع کرد و بعد به‌صورت حرفه‌ای، از زمانی که در ارتش بود، به فعالیت خویش ادامه داد. وی اولین‌بار به سال ۱۳۴۸ خورشیدی، در تلویزیون، و در برنامهٔ معروف میخک نقره‌ای که با همّت و ابتکار فریدون فرخزاد از تلویزیون ملی ایران پخش می‌شد، در فستیوال آوازی که برگزار شده‌بود مقام اول را به دست آورد و از آنجا بود که کار خوانندگی را به‌صورت حرفه‌ای آغاز نمود.
اولین ترانه‌ای که خواند برای یک فیلم بود که در ۱۶ سالگی اجرا کرد، گرچه آن فیلم هیچ‌وقت پخش نشد؛ ولی اولین ترانه که از وی در تلویزیون به‌طور رسمی پخش شد، «عشق زودگذر» یا «گل نیلوفر پشت پنجره» با آهنگی از پرویز مقصدی و شعری از مسعود هوشمند بود که در برنامهٔ میخک نقره‌ای نیز پخش شد.
مرتضی در دههٔ پنجاه خورشیدی و با اجرای ترانه‌های متعددی در فیلم‌های ایرانی ساخته‌شده در این دهه و همچنین با اجرای چندین ترانه که به ترانه‌هایی محبوب در میان جوانان آن دوران تبدیل شدند به شهرت رسید.

## خوانندگی در فیلم فارسی
مرتضی از سن نوجوانی و درحالی‌که تنها ۱۶ ساله بود، به خواندن ترانه در متن فیلمفارسی‌های مد روز که در آن روزگار ساخته می‌شدند، روی آورد. خود وی دربارهٔ وقایعی که پای او را به‌عنوان خواننده به فیلم‌های فارسی گشود، می‌گوید:
«با شخصی به نام آقای حسین واثقی که خدا بیامرزتشون، برخورد کردم. حدود ۱۶ سالم بود که عشق زیادی به این کار داشتم و همراه ایشون به استودیویی که داشت رفتیم. ایشان برای فیلمی آهنگ ضبط می‌کرد، آن موقع شرایط ضبط اینقدر پیشرفته نبود که آهنگ را ضبط کنند و خواننده بخواند. خواننده و ارکستر باید با هم اجرا می‌کردند. چند تا خواننده آمدند و آقای کارگردان صداشان را امتحان کرد و خوشش نیامد. روز بعد هم همین‌طور.
من که با آقای واثقی به آنجا می‌رفتم ترانه را یادگرفته بودم. کارگردان از این بابت عصبی شده بود چرا که خواننده‌ای برای فیلمش پیدا نمی‌کرد، از استودیو بیرون رفت. من به آقای واثقی گفتم اجازه بدهید من یک بار این آهنگ را بخوانم، ایشان به من اجازه دادند که بخوانم. وقتی واثقی خواندن من را دید به کارگردان زنگ زد و گفت که به استودیو بیاید. کارگردان آمده و از صدای من خوشش آمد. این اولین قدمی بود که من در این زمینه برداشتم و از آن به بعد حدود ۵۰ ترانه در متن فیلم‌های فارسی اجرا کردم.

فیلمی بود به اسم قزاق که متأسفانه در آن زمان توقیف شد و توفیق پخش و نمایش پیدا نکرد؛ ولی همان باعث راهگشایی من برای خواندن در فیلم‌های فارسی شد.»

## اولین ترانهٔ رسمی
نام مرتضی وقتی به‌عنوان یک خواننده بر سر زبان‌ها افتاد، که اولین کار هنری او، با نام «عشق زودگذر» منتشر شد. خود مرتضی دربارهٔ این ترانه که با مسعود هوشمند و پرویز مقصدی کار کرده‌بود، می‌گوید:
«آن زمان سرباز بودم. یک روز، آقای سرهنگی آمدند گفتند که تو صدای خوبی داری. (من تابستان‌ها، در کمپ افسران می‌خواندم) بعد مرا معرفی کردند به آقایی به اسم یادگار که در خیابان لاله زار، بغل سینما رکس یا سینما اسکار، صفحه‌فروشی داشت. من می‌رفتم پیش ایشان. آقای یادگار مرا معرفی کرد به پرویز مقصدی. پرویز مقصدی آهنگی ساخته بود به اسم «عشق زودگذر» که شخصی به اسم منفرد آن را اجرا کرده بود و از حق نباید گذشت، انصافاً هم قشنگ خوانده بود. اما بین او و پرویز مقصدی گویا درگیری لفظی پیش آمده بود. در نتیجه، مقصدی دلش نمی‌خواست آن آهنگ را بدهد به او بخواند. آمد به من گفت: «تو بیا این آهنگ را بخوان، امتحان کنیم ببینیم چطور می‌شود.» رفتیم استودیو و من آن را خواندم. مقصدی گفت: «من از صدای تو خوشم آمده، اما باید تحریرها را کمی تمرین کنی.» بار دوم که رفتم خواندم، مقصدی به آقای یادگار گفت: «من این آهنگ را روی صدای این شخص [یعنی من مرتضی] بیشتر می‌پسندم و دلم نمی‌خواهد آن را بدهم به منفرد.» البته گفتم که مرحوم منفرد آهنگ را خیلی قشنگ خوانده بود، ولی آن شرایط به نفع من تمام شد و آن آهنگ با صدای من ضبط و پخش شد.»

## حضور در میخک نقره‌ای
شوی میخک نقره‌ای، یکی از موفق‌ترین شوهای تلویزیونی تاریخ تلویزیون ایران بود که به همت و ابتکار فریدون فرخزاد، در اواخر دههٔ چهل و اوایل دههٔ پنجاه از شبکهٔ یک تلویزیون ایران پخش می‌شد. افزون بر مرتضی جمع کثیری از خوانندگان ایرانی که بعدها به شهرت و محبوبیت بسیار رسیدند، کار خود را برای اولین‌بار با همین شو آغاز نمودند. به‌جز مرتضی، هنرمندانی همچون شهره، ابی، سُلی، نلی، شهرام صولتی، نوش‌آفرین، لیلا فروهر و... همه از جمله خوانندگانی بودند که در برنامه‌های فریدون فرخزاد معرفی شدند.

مرتضی دربارهٔ نخستین حضورش در این برنامه گفته است: 
اتفاق دیگری که افتاد این بود که یکی از دوستانم به من گفت، آقایی به نام فریدون فرخزاد که از آلمان به ایران آمده، می‌خواهد شو تلویزیونی بگذارد. همین شوهایی که امروزه در آمریکا و اروپا این همه مد شده است، آن مرد بزرگ حدود سی و هفت سال پیش در ایران اجرا می‌کرد. باری، ما چهارده نفر بودیم که در آن برنامه شرکت کردیم و من مقام اول را به دست آوردم. آقای فرخزاد برای من قرار ضبط گذاشته بود و من طبیعتاً به عنوان یک جوان مشتاق، خیلی آرزو داشتم که وارد تلویزیون بشوم. ظهر روز پنجشنبه که سربازها را مرخص می‌کردند، فرماندهی پادگان آمد سان ببیند، به من که رسید گفت: «تو چرا موهایت بلند است؟» گفتم: «ببخشید تیمسار! الان پنجشنبه است، می‌روم می‌زنم» گفت: «نخیر، چرا تا الان گذاشتی اینقدر بلند شود؟» گفتم: «تیمسار! آخر من باید بروم تلویزیون…» گفت: «تو کی هستی که در تلویزیون راهت بدهند؟» و دستور داد: «همین الان ببرید موهایش را بزنید!» من واقعاً ناراحت شده بودم و هی التماس می‌کردم، ولی فایده نداشت. همان لحظه، موهایم را با نمره یک زدند. آمدم منزل، بلافاصله زنگ زدم به مرحوم فرخزاد، گفتم: «آقای فرخزاد! اینطوری شده. موهای مرا از ته زده‌اند… تیمسار غضب کرد.» گفت: «مانعی ندارد. اتفاقاً خیلی هم جالب است. همین‌طور با سرِ زده بیا»....

## شروع فعالیت هنری و شهرت

مرتضی برجسته در کنار لیلا فروهر پشت جلد مجلهٔ جوانان امروز

بدین ترتیب مرتضی برجسته با نام هنری مرتضی از اواخر دههٔ چهل (سال ۱۳۴۸) مطرح گردید و نزد مردم شناخته شد. در این دوران وی ضمن فعالیت خوانندگی با ترانه‌سرایان و آهنگسازان متعددی همکاری کرد و تا قبل از پیروزی انقلاب ۱۳۵۷، در حدود ۱۸۰ ترانهٔ مختلف اجرا نمود.
افزون بر این، از صدای وی همچنان در فیلمفارسی‌های متداول در آن عصر استفاده می‌شد. از جمله شاخص‌ترین این فیلم‌ها که با ترانه‌هایی از مرتضی راهی پرده سینماها گردید، فیلم بوسه بر لب‌های خونین، ساختهٔ ساموئل خاچیکیان بود. دیگر فیلمی که ترانه‌های مرتضی در آن خوش درخشیدند و نام او را بیشتر از قبل بر سر زبان‌ها انداختند، فیلم معشوقه بود.
خود مرتضی دربارهٔ موفقیتش در این دو فیلم می‌گوید:
کارگردان بوسه بر لب‌های خونین ساموئل خاچیکیان بود، ۳ تا آهنگ برای بوسه بر لب‌های خونین خوندم. آهنگ‌های فیلم معشوقه بسیار موفقیت بازاری پیدا کرد و هنوز که هنوز است، حدود ۳۷ سال از آن فیلم می‌گذرد، مردم این آهنگ‌ها را از من می‌خواهند. معشوقه؛ آهنگی بود که در زمان خودش موفقیت بسیار زیادی پیدا کرد.

## خروج از ایران
مرتضی در سال ۱۹۸۱ میلادی (۱۳۶۰ خورشیدی) از ایران خارج شد و به آمریکا رفت و با این که قصد ماندن در این کشور را نداشت امّا شرایطی پیش آمد که وی را در آمریکا ماندگار کرد. بدین ترتیب که وقتی که او، گذرنامه‌اش را برای تمدید به سفارت ایران فرستاد، مسئولان سفارت آن را به وی پس ندادند و وی به‌همین دلیل مجبور شد که مقیم آمریکا شود.

## فعالیت در زمینهٔ موسیقی فولکلور ایران
از زمانی که مرتضی ناگزیر از اقامت اجباری در لس آنجلس گردید، وظیفهٔ خود دانست که در زمینهٔ موسیقی فولکلور ایران به فعالیت بپردازد. به‌خصوص که در آن زمان، به موسیقی فولکلور چندان توجهی نمی‌شد و این موسیقی درحال از بین رفتن بود. مرتضی درحدی که در توانش بود، برای زنده کردن این نوع موسیقی کوشید و در این زمینه به موفقیت‌های چشم‌گیری دست یافت. آلبوم اول وی در زمینهٔ موسیقی فولکلور ایرانی، آلبوم «دایه‌دایه» بود و پس از آن، آلبوم «هیمه» که ترانهٔ "انار انار" در این آلبوم، مورد استقبال و توجه بسیار قرار گرفت.
مرتضی آلبوم اول خود «دایه‌دایه» را با همراهی ناصر چشم‌آذر و در شرایط خیلی دشواری به بازار ارائه کرد، چراکه تازه از ایران مهاجرت کرده‌بود و از نظر مالی در شرایط خیلی بدی قرار داشت و یاری ناصر چشم‌آذر در چنان شرایطی کمک بزرگی برای او بود. این آلبوم بعد از راهی شدن به بازار، بسیار مورد استقبال قرار گرفت و همین موفقیت باعث شد که مرتضی آلبوم دوم را با انرژی بیشتری به بازار روانه کند. آهنگ‌های آلبوم دوم، و به‌خصوص خود آهنگ «انار انار» که در اصل آهنگی بلوچی است، خیلی فراگیر شد و مورد استقبال قرار گرفت. طوری‌که بسیاری از ایرانیان مرتضی را با همین آهنگ می‌شناسند.

## اجرای ترانه‌های سیاسی
مرتضی در نخستین سال‌های اقامت در آمریکا، به اجرای چند ترانهٔ سیاسی نیز پرداخت که نمونهٔ شاخص آن، آهنگ «داروغه» با شعر مسعود امینی بود. وی دربارهٔ اجرای این قبیل ترانه‌ها گفته‌است:
آن زمان که ما این آهنگ‌ها را می‌خواندیم، نسلی که الان احتمالاً حدود سی، سی و پنج ساله است، آن وقت‌ها هفت هشت ساله بود. این آهنگ‌ها باعث شدند که زبان فارسی در خارج از کشور از بین نرود؛ و اما در مورد سیاسی خواندن… هنرمند، از هر نوع که باشد، در مواقع خاص بحران‌های اجتماعی-سیاسی در مملکت خودش، احساس وظیفه می‌کند که کاری انجام بدهد. مسئلهٔ مهم این است که ما این آهنگ‌ها را با سرمایهٔ شخصی خودمان می‌ساختیم؛ از نظر مادی در بازار، هیچ بازدهی برایمان نداشت.

## فعالیت در زمینهٔ طراحی و گرافیک
مرتضی گرچه تحصیلات دانشگاهی خود را در رشتهٔ معماری به انجام رسانیده بود، امّا هیچ‌وقت استفادهٔ شغلی از رشتهٔ تخصصی‌اش نکرد، هرچند که بنا به گفتهٔ خود او، این رشتهٔ درسی در سراسر زندگی وی اثر داشت.
در مقابل وی چون علاقهٔ زیادی به کار طراحی داشت، به انجام کار طراحی و گرافیک، که بعدها ویدیو هم بدان اضافه شد، مشغول شد. اولین کار طراحی که مرتضی انجام داد، برای کارهای خودش بود، وی که تا زمان حضور در ایران در چند شرکت تبلیغاتی کارهای طراحی کرده بود، پس از مهاجرت به آمریکا و در لس آنجلس، از کامپیوتر نیز در کارهایش استفاده کرد و برای اولین بار در سال ۱۳۶۲ خورشیدی، از کامپیوتر برای طراحی بهره برد.
وی همچنین برای اولین بار طراحی جلد کاست‌های خود و هنرمندان دیگر را به‌صورت کامپیوتری به شکل جالب توجهی شروع کرد و بعد آهسته‌آهسته فعالیت خود را به عرصه‌های دیگر همچون طراحی جلد سی‌دی و طراحی مجلات و تبلیغات و… گسترش داد. طوری‌که وی با بسیاری از هنرمندان ایرانی که در خارج از کشور بودند، کار کرد و اکثر پشت جلدی‌های آلبوم‌های این هنرمندان تا مدت زیادی کار وی بود. هرچند که بعدها طراحان دیگری هم این کار را انجام دادند.

## فعالیت در عرصهٔ آهنگسازی و ترانه‌سرایی
مرتضی به غیر از طراحی پشت جلد آلبوم‌ها، کم‌کم‌کار آهنگسازی را هم برای ترانه‌های خودش و هنرمندان دیگر آغاز کرد. مرتضی همچنین در سال‌های اخیر، به ترانه‌سرایی نیز روی آورد. این فعالیت‌ها وی را با بسیاری از هنرمندان ایرانی خارج از کشور در ارتباط قرار داد، به خصوص که برخی از این هنرمندان برای کارهای گرافیکی‌شان به وی مراجعه می‌کردند و افزون بر این، وی نسبت به تأسیس یک استودیوی صدابرداری نیز اقدام نمود که خود او و خوانندگان دیگر در آنجا آهنگ‌هایشان را ضبط می‌کردند.
در آلبوم‌های جدید مرتضی، آهنگ‌ها و شعرهای تعداد زیادی از ترانه‌ها، کار خود اوست.

## تأسیس فرهنگسرای خانهٔ فرهنگ ایران
مرتضی برجسته در حدود سال ۱۳۸۳ خورشیدی، استودیوی بزرگی خرید که در آمریکا معروف بود. هدف وی از این اقدام، به گردهم جمع کردن جامعهٔ ایرانی و ایرانیانی بود که بیش از سی‌سال در خارج از کشور مقیم هستند و بدین ترتیب سعی داشت که هم از طریق هنر و هم از طریق شغل‌هایی دیگر، زمینه‌ای برای فعالیت ایرانیان آمریکا به‌وجود بیاورد.
قبل از این فعالیت وی راجع به خانهٔ ایران بارها صحبت کرده بود ولی قصد او برای بنیان‌گذاری خانهٔ ایران هیچ‌گاه به ثمر نرسید. به همین سبب وی نسبت به تأسیس فرهنگسرا اقدام نمود و اسم این فرهنگسرا را «خانهٔ فرهنگ ایران» گذاشت. در این فرهنگسرا سعی بر آن است تا تمرکز بیشتری بر فعالیت‌های فرهنگی باشد و از مسائل سیاسی و مذهبی حتی‌المقدور پرهیز شود. به همین دلیل این فرهنگسرا فقط به مسائل هنری و مسائلی که مربوط به اجتماع است می‌پردازد و سعی مرتضی در اینجا بر آن است که یک سری کارهای سالم و برگزیده، که از نظر هنری ارزش داشته باشد، انجام دهد.
به‌عنوان مثال فعالیت‌هایی چون: کارهای نمایشی، موسیقی، سخنرانی، کلاس‌های موسیقی و… در این فرهنگسرا مد نظر قرار دارد و تلاش مرتضی در تأسیس «خانهٔ فرهنگ ایران» در لس آنجلس انعکاس فعالیت‌های فرهنگی خارج از کشور در این فرهنگ‌سراست.
مرتضی همچنین تصمیم دارد در آینده، داستان شکل‌گیری تک‌تک آهنگ‌هایش را بنویسد.

## همراهی با جنبش سبز ایرانیان
بعد از وقایع انتخابات سال ۱۳۸۸ در ایران و اعتراضات بخش بزرگی از مردم و سرکوب آن‌ها، که به شکل‌گیری جنبش سبز منجر شد، مرتضی از خوانندگانی بود که در این‌باره ترانه‌هایی اجرا کرد.
شاخص‌ترین این ترانه‌ها، ترانه‌ای دو زبانه به نام همیشه با ندا (به انگلیسی: United for neda) بود که در همراهی با داریوش، ستار و چند نفر دیگر از چهره‌های مشهور هنری از جمله شهره آغداشلو، پرویز صیاد و… اجرا شد و در خلق آن جمعی از هنرمندان آمریکایی نیز همکاری داشتند.
مرتضی به‌عنوان یکی از اصلی‌ترین پدیدآورندگان این اثر، در مورد آن می‌گوید:
 آهنگی که صحبتش را می‌کنید ماجرایش از این قرار بود که آقایی ایرانی‌الاصل به اسم مامز تایلور که رپ می‌خواند به من زنگ زد و گفت که: «می‌خواهم تو بیایی در این کار، قطعه‌هایی را به فارسی اجرا کنی تا دوزبانه بشود.» یک شعر انگلیسی به من داد و گفت: «ما این را می‌خواهیم ترجمه کنیم.» من آن شعر انگلیسی را گرفتم و آن شعر فارسی را که می‌شنوید خودم نوشتم و گذاشتم روی آن و بقیهٔ بچه‌ها هم اجرا کردند. اول خود من تنها بودم. بعد که کار شکل و شمایل خوبی گرفت، بقیه دوستان هم آمدند: آقای داریوش آمد خواند، خانم شهره آغداشلو بود و آقای پرویز صیاد که با آقای ستار در این آهنگ هم‌صدا شدند. جالب این است که ویدئوی این آهنگ را فقط با تلفن موبایل گرفته بودند، تا کیفیت تصویرها مانند همان فیلم‌هایی باشد که از داخل ایران می‌فرستادند؛ [یعنی] فیلم‌هایی که جوانان با تلفن همراه از رویدادها می‌گرفتند و می‌فرستادند خارج و روی اینترنت قرار می‌دادند.

## ترانه‌شناسی
مرتضی در ایران حدود ۱۸۰ ترانه و در لس آنجلس تاکنون بیش از ۱۳۰ ترانه خوانده است و می‌توان گفت که وی در مجموع تاکنون بیش از ۳۰۰ ترانه اجرا کرده است، که حدود ۵۰ تا از این ترانه‌ها بر متن فیلم‌های فارسی خوانده شده است. آخرین آلبوم وی با عنوان «سپاس‌گزار» به مناسبت چهلمین سال فعالیت هنری مرتضی منتشر شده است. 

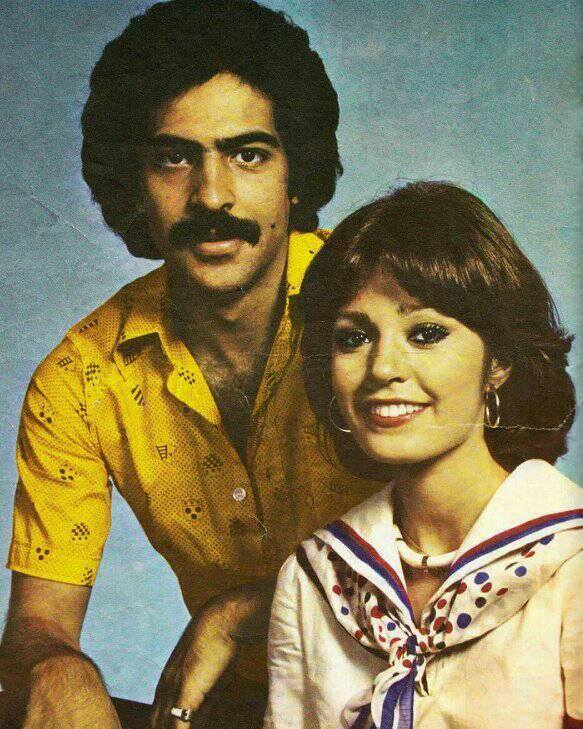
مرتضی و نلی

### آلبوم‌ها
- عشق زودگذر
- دلگیر
- دایه‌دایه (۱۹۸۳/۱۳۶۲)
- هیمه (۱۹۸۴/۱۳۶۳)
- جنگ (۱۹۸۵/۱۳۶۴)
- داروغه (۱۹۸۶/۱۳۶۵)
- واویلا (۱۹۸۸/۱۳۶۷)
- گل آقا (۱۹۹۰/۱۳۶۹)
- ملکهٔ مشرقی (۱۹۹۱/۱۳۷۰)
- روبات (۱۹۹۵/۱۳۷۴)
- از گل تا گل (۱۹۹۶/۱۳۷۵)
- زمزمه‌های عاشقانه (۱۹۹۸/۱۳۷۷)
- ریتم هزاره (۱۹۹۹/۱۳۷۸)
- دنیای رنگی (۲۰۰۲/۱۳۸۱)
- یاران (۲۰۰۸/۱۳۸۷)
- سپاس‌گزار (۲۰۰۹/۱۳۸۸)

### تک‌آهنگ‌ها
| نام ترانه                                                                                            | سال انتشار |
| --- | ---------- |
| عشق زودگذر                                                                                           | ۱۳۴۹ ۱۹۷۰  |
| چلچراغ (درد کهنه)                                                                                    |            |
| شهنشاه                                                                                               |            |
| یه پول خروس (با لیلا فروهر، شهره، جواد بدیع‌زاده)                                                     | ۱۳۵۷ ۱۹۷۸  |
| زالزالک (با لیلا فروهر)                                                                              | ۱۳۵۷ ۱۹۷۸  |
| با من از یاران بگو (با داریوش، ستار، اندی، کوروس، شاهرخ، داوود بهبودی، فرامرز آصف)                   | ۱۳۶۵ ۱۹۸۶  |
| طنین صلح (با معین، اندی، کوروس، فتانه)                                                               | ۱۳۶۶ ۱۹۸۷  |
| سرزمین من (با ستار، عارف، شاهرخ، حبیب، هوشمند عقیلی، شهلا سرشار)                                     | ۱۳۶۶ ۱۹۸۷  |
| نوبهار (با ویگن، عارف، ستار، لیلا فروهر، اندی، کوروس، فتانه، دلارام)                                 | ۱۳۷۲ ۱۹۹۳  |
| دیدار در دماوند (با ستار، شاهرخ، اندی، هاتف، مهستی، شهره)                                            | ۱۳۷۹ ۲۰۰۰  |
| موسیقی (با لیلا فروهر، شهرام صولتی، عارف، مهستی)                                                     | ۱۳۸۵ ۲۰۰۶  |
| نوبت عیده (با ستار، هلن، شیلا، شهرام کاشانی)                                                         | ۱۳۸۶ ۲۰۰۷  |
| عیدتون مبارک (با ستار، هلن)                                                                          | ۱۳۸۷ ۲۰۰۸  |
| پاکی (با ستار، عرفان، اندی، سپیده، شهبال شب‌پره، فیروزه، کامیار، شینی، مروارید، بابک امینی، بلاک کنی) | ۱۳۸۷ ۲۰۰۸  |
| اعلامیه (با ستار، شهره، شیفته، سعید محمدی)                                                           | ۱۳۸۸ ۲۰۰۹  |
| همیشه با ندا (با داریوش، ستار، کامیار، شهره آغداشلو)                                                 | ۱۳۸۹ ۲۰۱۰  |
| عید شما مبارک (اجرای بی‌بی‌سی)                                                                         | ۱۳۹۳ ۲۰۱۴  |
| نوروز                                                                                                | ۱۳۹۴ ۲۰۱۵  |
| همیشه یادت با منه                                                                                    | ۱۳۹۵ ۲۰۱۶  |
| دمت گرم                                                                                              | ۱۳۹۵ ۲۰۱۶  |
| نفسات                                                                                                | ۱۳۹۵ ۲۰۱۶  |
| دست من نیست                                                                                          | ۱۳۹۶ ۲۰۱۷  |
| ریزه ریزه                                                                                            | ۱۳۹۷ ۲۰۱۸  |
| وقتشه                                                                                                | ۱۳۹۷ ۲۰۱۸  |
| دشمن                                                                                                 | ۱۳۹۹ ۲۰۲۰  |
| تهران                                                                                                | ۱۴۰۰ ۲۰۲۱  |
| زمستون                                                                                               | ۱۴۰۰ ۱۴۰۱  |
| امشب بزن حال کنیم                                                                                    | ۱۴۰۰ ۲۰۲۱  |
| قیام                                                                                                 | ۱۴۰۱ ۲۰۲۲  |
| سرود ایران                                                                                           | ۱۴۰۱ ۲۰۲۲  |
| برقص با من                                                                                           | ۱۴۰۲ ۲۰۲۳  |
| جنگ (اجرای بی‌بی‌سی)                                                                                   | ۱۴۰۲ ۲۰۲۳  |
| صاحب (اجرای بی‌بی‌سی)                                                                                  | ۱۴۰۲ ۲۰۲۳  |